# البرتن (جورجیا)
البرتن، جورجیا (به انگلیسی: Elberton, Georgia) یک شهر در ایالات متحده آمریکا با جمعیت ۴٬۶۵۳ نفر است که در جورجیا واقع شده‌است.

## موقعیت جغرافیایی
موقعیت جغرافیایی شهرها و مناطق اطراف به شرح زیر است: